# Azra Akın

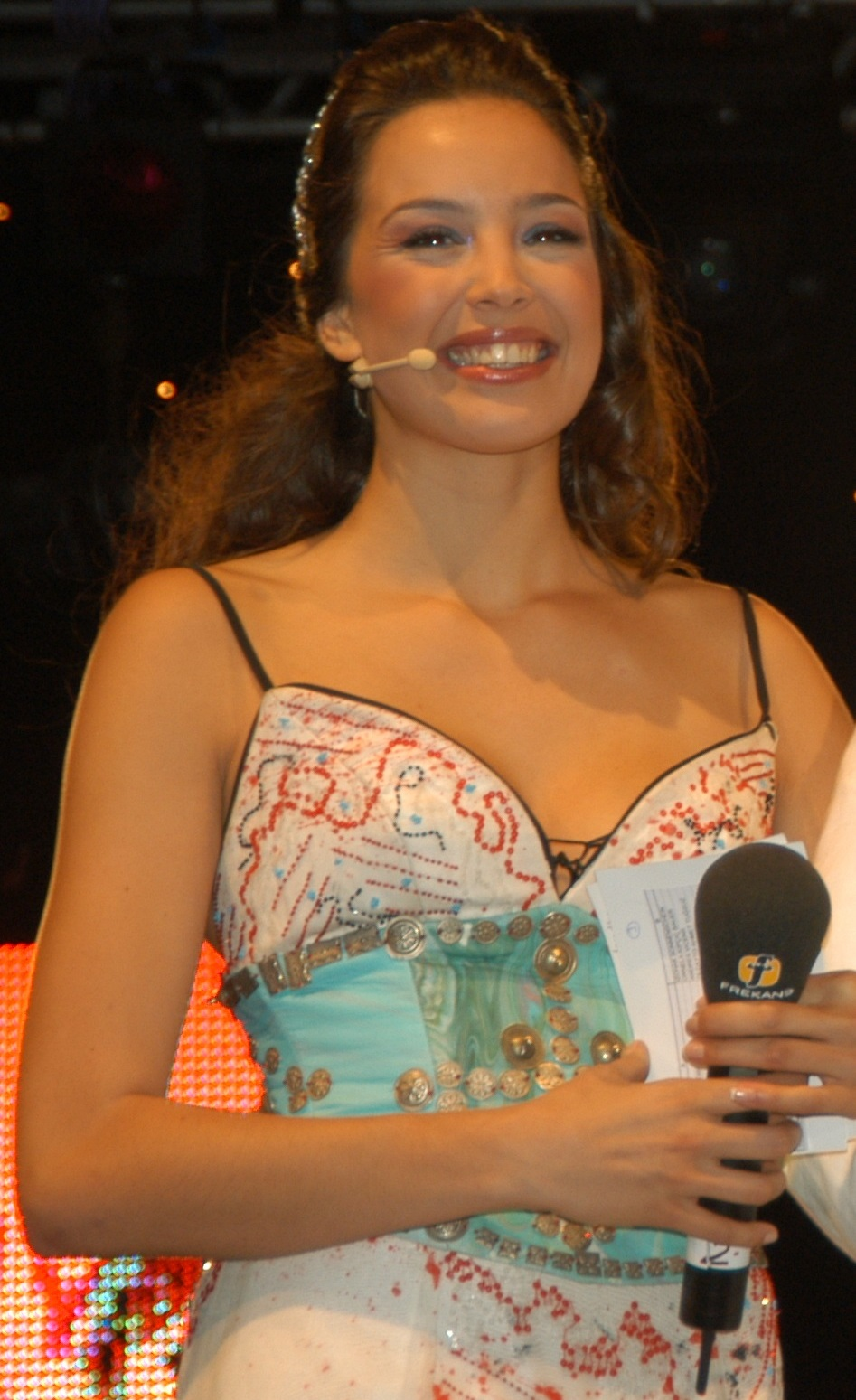
Azra Akın in 2004

Azra Akın (Almelo, 8 december 1981) is een Nederlands-Turks model. Zij is geboren in Almelo. Haar familie is afkomstig uit Emirdag.
Een dag voor haar 21e verjaardag werd zij verkozen tot Miss World 2002 namens Turkije. Na haar verkiezing tot Miss World verhuisde ze naar Istanboel. In Turkije werd ze al snel een superster.
In september 2003 kwam ze opnieuw in de publiciteit toen ze tijdens de opnamen van het televisieprogramma The Games op het Britse televisiekanaal Channel 4 voormalig "Sporty Spice" Mel C vloerde. In dit programma nemen beroemdheden het op sportief vlak tegen elkaar op en de winnaar krijgt geld voor het goede doel van zijn of haar keuze.
In april 2005 debuteerde ze als actrice in de Turkse film Anlat Istanbul, een moderne uitvoering van het verhaal van Sneeuwwitje.